# Фернлі (Невада)
Фернлі (англ. Fernley) — місто (англ. city) в США, в окрузі Лайон штату Невада. Населення — 22 895 осіб (2020).

## Географія
Фернлі розташоване за координатами 39°33′52″ пн. ш. 119°11′22″ зх. д. / 39.56444° пн. ш. 119.18944° зх. д. (39.564533, -119.189523).  За даними Бюро перепису населення США в 2010 році місто мало площу 333,73 км², з яких 316,30 км² — суходіл та 17,43 км² — водойми.

## Демографія
Згідно з переписом 2010 року, у місті мешкало 19 368 осіб у 7048 домогосподарствах у складі 5206 родин. Густота населення становила 58 осіб/км².  Було 7975 помешкань (24/км²).
Расовий склад населення:
| - 84,5 % — білих - 2,0 % — азіатів - 1,8 % — корінних американців - 1,0 % — чорних або афроамериканців - 0,4 % — вихідців з тихоокеанських островів - 5,7 % — осіб інших рас |

До двох чи більше рас належало 4,6 %. Частка іспаномовних становила 14,4 % від усіх жителів.
За віковим діапазоном населення розподілялося таким чином: 27,7 % — особи молодші 18 років, 60,5 % — особи у віці 18—64 років, 11,8 % — особи у віці 65 років та старші. Медіана віку мешканця становила 36,3 року. На 100 осіб жіночої статі у місті припадало 101,1 чоловіків;  на 100 жінок у віці від 18 років та старших — 100,4 чоловіків також старших 18 років.
Середній дохід на одне домашнє господарство  становив 61 529 доларів США (медіана — 52 001), а середній дохід на одну сім'ю — 65 132 долари (медіана — 56 794). Медіана доходів становила 50 668 доларів для чоловіків та 36 199 доларів для жінок. За межею бідності перебувало 11,1 % осіб, у тому числі 10,7 % дітей у віці до 18 років та 4,7 % осіб у віці 65 років та старших.
Цивільне працевлаштоване населення становило 7657 осіб. Основні галузі зайнятості: освіта, охорона здоров'я та соціальна допомога — 17,8 %, роздрібна торгівля — 16,5 %, будівництво — 10,2 %, науковці, спеціалісти, менеджери — 9,9 %.